# Le Guerrier silencieux
Pour plus de détails, voir Fiche technique et Distribution.
Le Guerrier silencieux (Valhalla Rising) est un film britannico-danois réalisé par Nicolas Winding Refn et sorti en 2009. Il a été tourné intégralement en Écosse,. 

## Synopsis
"Très certainement au douzième siècle de notre ère", en Écosse, dans un contexte de contentieux entre les chrétiens et les païens, des chefs de clans vikings et écossais font combattre leurs prisonniers esclaves dans des joutes à mains nues. Le personnage principal, un esclave borgne appelé One-Eye, s'affranchit de son maître Barde en le tuant, puis en s'échappant avec un esclave nommé Are. Tous les deux fuient et rejoignent une troupe de vikings chrétiens qui cherchent à partir en croisade pour Jérusalem. Mais le brouillard dérive leur bateau dans la mauvaise direction, vers une terre inconnue. Les tensions grandissent entre les chrétiens et les affranchis païens, alors que leur situation sur cette terre inconnue empire lorsqu'ils deviennent la proie d'indigènes.

## Fiche technique
- Titre original : Valhalla Rising
- Titre français : Le Guerrier silencieux
- Réalisation : Nicolas Winding Refn
- Scénario : Nicolas Winding Refn et Roy Jacobsen
- Décors : Laurel Wear
- Musique : Peter Kyed et Peter Peter
- Costumes : Gill Horn
- Photographie : Morten Søborg
- Montage : Matthew Newman
- Budget : 4 millions de livresGBP[4]
- Pays d'origine :  Danemark,  Royaume-Uni
- Production : Valhalla Rights ApS - One Eye Production - Blind Eye Productions - Scanbox
- Langue : anglais
- Format : couleur
- Genre : Aventure
- Durée : 89 minutes
- Dates de sortie :
  - Italie : 4 septembre 2009 (Mostra de Venise)
  - France : 10 mars 2010

• Interdit en salles aux moins de 12 ans

## Distribution

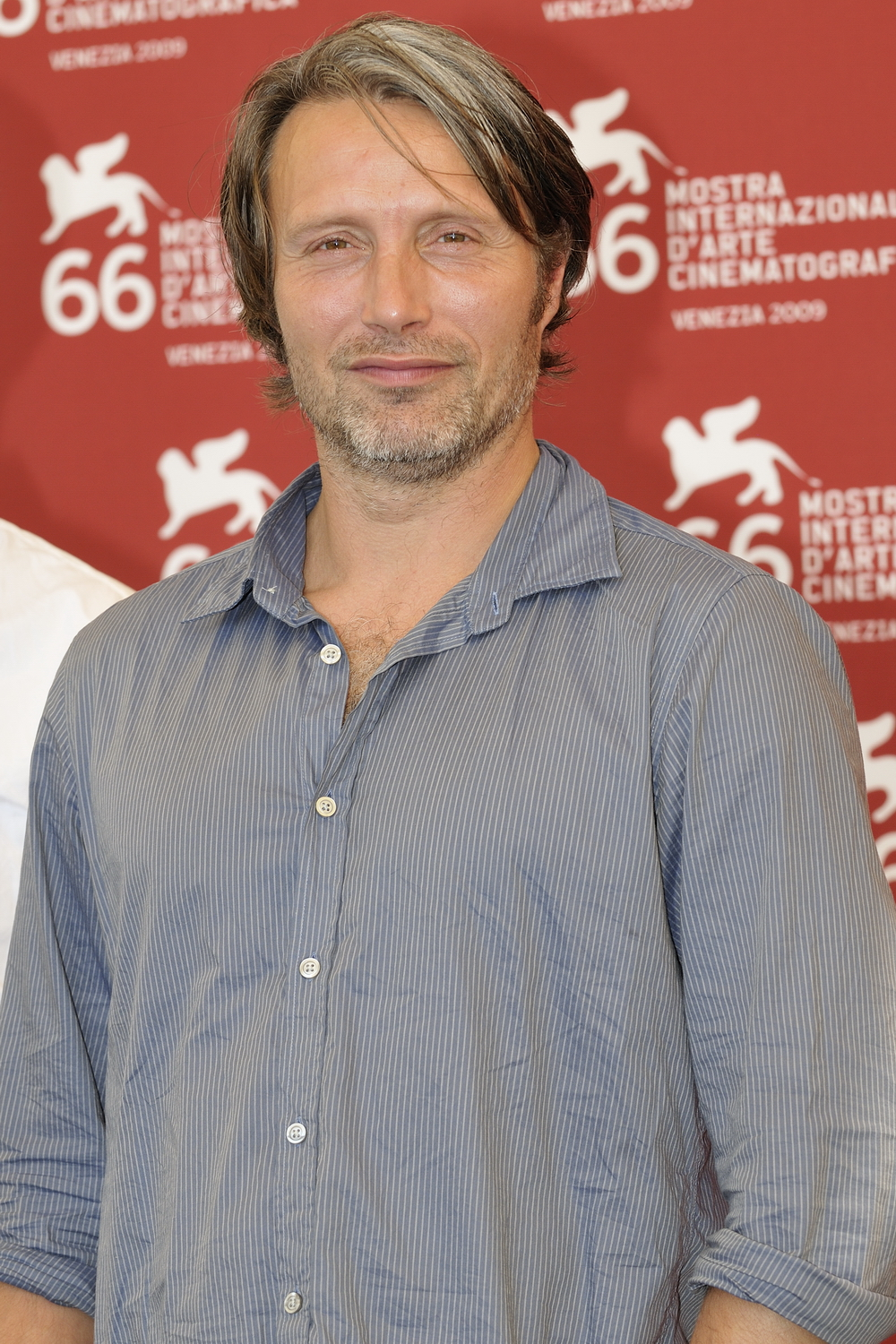
L'acteur principal Mads Mikkelsen à la première du film à la Mostra de Venise 2009.

- Mads Mikkelsen (VF : José Luccioni) : One-Eye
- Jamie Sives (VF : Boris Rehlinger) : Gorm
- Gary Lewis (VF : Gérard Rinaldi) : Kare
- Ewan Stewart (VF : Féodor Atkine) : Eirik
- Alexander Morton (VF : Vincent Grass) : Barde
- Maarten Stevenson (VF : Gwenvin Sommier) : Are
- Andrew Flanagan : Duggal
- Douglas Russell : Olaf
- Gary McCormack (VF : Bernard-Pierre Donnadieu) : Hauk
- Stewart Porter : Kenneth
- Rony Bridges : Magnus
- Mathew Zajac (VF : José Luccioni) : Malkolm
- Robert Harrison : Roger
- Gordon Brown (VF : Gilles Morvan) : Hagen
- James Ramsey : Gudmund
- Tsering Dorjee : un Indien

## Distribution vidéo
En France, le film est édité par Wild Side Video et est sorti le 27 juillet 2010. Le film est appelé Le Guerrier des Ténèbres sur le DVD.